# Вахтен началник
Вахтен началник в руския императорски флот е офицер, начело на вахтената служба на кораба. За вахтен началник е назначаван офицер с чин лейтенант и нагоре. На него лежи отговорността за безопасността на кораба в плаване, за правилното и точно изпълняване на заповедите и нарежданията на командира и старшия офицер. Негови подчинени са вахтените офицери, нисшите чинове и корабния караул. По време на вахтата, на вахтения началник е забранено да сяда, да пуши, да разговаря по въпроси извън служебните му задължения и да напуска горната палуба, ако не е предал вахтата на друг вахтен началник. По време на аврал на вахта застъпва старши офицер.